# براهما چلانی
براهما چلانی (انگلیسی: Brahma Chellaney؛ زادهٔ ۱۸ ژانویهٔ ۱۹۶۲) ستون‌نویس و استاد مطالعات استراتژیک اهل هند است.
وی یکی از نخستین کسانی بود که توجه‌ها را به پروژه‌های چین که با هدف بهره‌برداری از منابع در جهان سوم و تسخیر بازارهای محلی با کالاهای بی کیفیت چینی انجام می‌شود، جلب کرد.